# Mission Odyssey
Ne doit pas être confondu avec Opération Odyssey Dawn.
Mission Odyssey est une série d'animation télévisuelle franco-allemande. Elle a été co-produite en 2002 par le studio allemand BAF Berliner Animation Film GmbH & Co. Produktions GmbH, le studio français Marathon et M6. La série est produite par Vincent Chalvon Demersay et David Michel, réalisée par Olivier Jongerlynck et adaptée par Marie Luz Drouet, Bruno Regestre et Claude Scasso. Le design des personnages a été créé par David Gilson.
Elle est diffusée pour la première fois en France le 6 septembre 2002. La première diffusion allemande a eu lieu le 22 février 2008 sur KiKA,. Les droits illimités dans le temps pour presque tous les pays ont été repris en 2009 par Your Family Entertainment AG.
Cette série est basée sur les aventures classiques d'Ulysse. Le jeune héros a vaincu les Troyens et rentre chez lui pour retrouver sa famille ainsi que sa femme Pénélope. Mais Poséidon, le dieu des océans en a décidé autrement et envoie le héros et ses amis sur les bords du monde connu de la Grèce Antique, où il va devoir se battre contre de nombreuses créatures mythologiques.
La série est sortie en disque UMD pour la PSP en 2005.

## Épisodes
La série comporte une saison divisée en 26 épisodes :
- Épisode 1 - L'œil du cyclope
- Épisode 2 - Charybde et Scylla
- Épisode 3 - Au royaume d'Hadès
- Épisode 4 - Le chant des sirènes
- Épisode 5 - Circé
- Épisode 6 - L'île aux souvenirs
- Épisode 7 - La malédiction des Lestrygons
- Épisode 8 - Le vol de Pégase
- Épisode 9 - Les gorgones médusées
- Épisode 10 - Le palais des vents
- Épisode 11 - Les forges d'Héphaïstos
- Épisode 12 - Le duel du centaure
- Épisode 13 - La prophétie des harpies
- Épisode 14 - La flamme de l'éternité
- Épisode 15 - Le songe des Lotophages
- Épisode 16 - La reine des Amazones
- Épisode 17 - Le roi des titans
- Épisode 18 - Le miroir de la séduction
- Épisode 19 - Le dernier des Atlantes
- Épisode 20 - Le puits magique
- Épisode 21 - La lyre enchantée
- Épisode 22 - Le réveil de Chronos
- Épisode 23 - Le labyrinthe
- Épisode 24 - Maudite Toison d'or
- Épisode 25 - Retour à Ithaque - 1re partie : les Colonnes d'Hercule
- Épisode 26 - Retour à Ithaque - 2e partie : l'Arc d'Ulysse

## Distribution
- Cyril Artaux
- Jean Claude Donda
- Sylvie Jacob
- Christophe Lemoine
- Vincent Ropion
- Thierry Mercier
- Donald Reignoux
- Michel Tugot-Doris